# Tom Pappas
Pour les articles homonymes, voir Pappas.
Tom Pappas (né le 6 septembre 1976 à Azalea, Oregon) est un athlète américain, spécialiste du décathlon.

## Biographie
Tom Pappas a gagné la médaille d'or en 2003 à Paris (France) aux championnats du monde. Il a été quatre fois champion des États-Unis (en 2000, 2002, 2003, 2006). Il a terminé 5e aux Jeux olympiques de Sydney en 2000. Son record personnel est de 8 784 points.

## Palmarès
| Date | Compétition                           | Lieu                                  | Résultat | Épreuve    | Points |
| ---- | ------------------------------------- | ------------------------------------- | -------- | ---------- | ------ |
| 2000 | Jeux olympiques                       | Sydney                                | 5e       | Décathlon  | 8 425  |
| 2002 | Hypo-Meeting                          | Götzis                                | 2e       | Décathlon  | 8 583  |
| 2002 | Décastar                              | Talence                               | 1er      | Décathlon  | 8 525  |
| 2002 | Coupe du monde des épreuves combinées | Coupe du monde des épreuves combinées | 2e       | Décathlon  | 25 506 |
| 2003 | Championnats du monde en salle        | Birmingham                            | 1er      | Heptathlon | 6 361  |
| 2003 | Hypo-Meeting                          | Götzis                                | 2e       | Décathlon  | 8 585  |
| 2003 | Championnats du monde                 | Paris                                 | 1er      | Décathlon  | 8 750  |
| 2003 | Coupe du monde des épreuves combinées | Coupe du monde des épreuves combinées | 1er      | Décathlon  | 26 119 |
| 2004 | Hypo-Meeting                          | Götzis                                | 2e       | Décathlon  | 8 732  |
| 2004 | Jeux olympiques                       | Athènes                               | —        | Décathlon  | DNF    |
| 2008 | Jeux olympiques                       | Pékin                                 | —        | Décathlon  | DNF    |
| 2009 | Décastar                              | Talence                               | 3e       | Décathlon  | 8 199  |

### Records
| Épreuve    | Performance | Lieu       | Date         |
| ---------- | ----------- | ---------- | ------------ |
| Décathlon  | 8 784 pts   | Palo Alto  | 22 juin 2003 |
| Heptathlon | 6 361 pts   | Birmingham | 16 mars 2003 |